# Aubigné (Deux-Sèvres)
Aubigné település Franciaországban, Deux-Sèvres megyében. Lakosainak száma 165 fő (2022. január 1.). Aubigné Romazières, Saleignes, Villiers-Couture, Vinax, Loubigné, Loubillé, Paizay-le-Chapt, Villemain és Chef-Boutonne községekkel határos.

## Népesség
A település népességének változása:
| Lakosok száma | 212  | 215  | 214  | 210  | 197  | 184  | 171  | 167  | 165  |
|               | 2013 | 2015 | 2016 | 2017 | 2018 | 2019 | 2020 | 2021 | 2022 |